# Misqueta
Misqueta (em georgiano: მცხეთა; romaniz.: Mtskheta) é uma cidade da Geórgia, sendo uma das mais antigas do país. Localiza-se a aproximadamente 20 quilômetros ao norte de Tiblíssi. Tem uma população aproximada de 7 940 habitantes (2014). Devido à sua importância histórica e seus numerosos monumentos antigos, foi designada patrimônio da humanidade, pela UNESCO, em 1994.[carece de fontes?]